# Vicente López Portaña

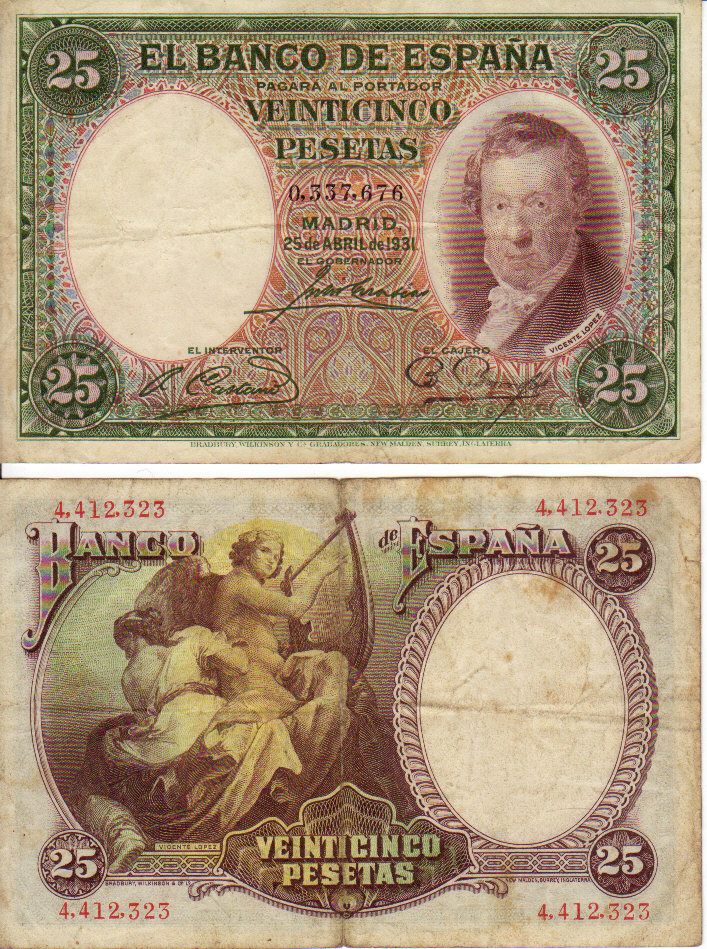
Vicente López Portaña na banknocie o nominale 25 peset.

Vicente López Portaña – hiszpański malarz pochodzący z Walencji.
Studiował w Królewskiej Akademii Sztuk Pięknych San Carlos w Walencji. W 1789 r. w nagrodę za obraz El rey Ezequías haciendo ostentación de sus riquezas otrzymał stypendium na studia w Madrycie. Studiował w Królewskiej Akademii Sztuk Pięknych św. Ferdynanda, gdzie otrzymał nagrodę za obraz Los Reyes Católicos recibiendo una embajada del Rey de Fez.
Po trzyletnim pobycie w Madrycie, gdzie poznał artystów takich jak Francisco Bayeu, Mariano Salvador Maella i Anton Raphael Mengs, powrócił do Walencji. Namalował Portret Ferdynanda VII oraz wiele portretów francuskich wojskowych i ich rodzin, którzy przebywali w Hiszpanii w czasie francuskiej okupacji.
W 1815 r. został pierwszym nadwornym malarzem Ferdynanda VII (a później również Izabeli II) i przeprowadził się do Madrytu. Szybko stał się modnym portrecistą wśród członków stołecznej arystokracji i burżuazji. W 1826 r. namalował jedno ze swoich najbardziej znanych dzieł pt. Portret Goi w wieku osiemdziesięciu lat.
Jego wizerunek pojawił się na banknotach o nominale 25 peset w okresie Drugiej Republiki Hiszpańskiej. Jego obrazy kilkakrotnie pojawiały się na seriach hiszpańskich znaczków pocztowych.

## Wybrane dzieła
- Portret Goi w wieku osiemdziesięciu lat, 1826.
- Doña María Cristina de Borbón, reina de España, 1830.
- El infante Antonio Pascual de Borbón, ok. 1815-1816.
- María Josefa Amalia de Sajonia, reina de España, ok. 1828.
- María Antonia de Borbón, princesa de Asturias, ok. 1815-1816.
- María Isabel de Braganza, reina de España, ok. 1816.
- Retrato del teniente coronel Juan de Zengotita Bengoa, 1842.
- La señora de Carballo, niña, ok. 1838-1840.
- La Huida a Egipto, ok. 1794-1796.
- Fray Tomás Gasco, ok. 1800.
- Carlos IV y su familia homenajeados por la Universidad de Valencia, 1802.
- El obispo Pedro González Vallejo
- Antonio Ugarte y su esposa, María Antonia Larrazábal, 1833.
- Doña Salvadora Torra, viuda de Camarón
- José Gutiérrez de los Ríos, 1849.
- Retrato de la señora Delicado de Imaz, ok. 1836.
- El sueño de san José, ok. 1791-1792.
- La liberación de san Pedro, ok. 1791–1792.
- María Pilar de La Cerda y Marín de Resende, duquesa de Nájera, ok. 1795.
- Portret Ferdynanda VII, 1808–1811
- La miniaturista Teresa Nicolau Parody, ok. 1832-1835.
- Francisco Tadeo Calomarde, ok. 1831-1832.
- Alegoría de la institución de la orden de Carlos III, 1827-1828.
- Alegoría de la donación del Casino a la reina Isabel de Braganza por el Ayuntamiento de Madrid, 1818.
- El arzobispo Juan José Bonel y Orbe
- Retrato de Alejandro Mon, 1850.
- Ignacio Gutiérrez Solana, veedor de las reales caballerizas, ok. 1823.
- Félix Antonio Máximo López, primer organista de la real capilla, 1820.
- Don Pedro Alcántara de Toledo y Salm Salm, XIII duque del Infantado, 1827.
- Luis Veldrof, aposentador mayor y conserje del Real Palacio, ok. 1823-1825.
- Henry O’Shea
- El infante Carlos María Isidro, ok. 1823.
- Adoración de la Sagrada Forma, ok. 1791–1792.
- Pedro Caro Sureda, marqués de la Romana (kopia)
- Retrato de caballero, ok. 1816-1818.
- Fernando VII, con uniforme de capitán general, ok. 1814-1815.
- María Francisca de la Gándara y Cardona, condesa viuda de Calderón, 1846.
- Fernando VII, con uniforme de capitán general, 1814.
- María Cristina de Borbón, con el hábito del Carmen
- El Buen Pastor, ok. 1800.
- Isabel II niña, en pie, ok. 1835–1836.
- El sueño de san José, 1805.
- Alegoría de las Ciencias, ok. 1794–1795.
- Bautismo de san Hermenegildo por san Leonardo, ok. 1816.
- Fernando VII, con uniforme de capitán general, ok. 1816–1818.
- María Isabel de Braganza, reina de España,  ok. 1816–1818.
- San Frutos, ok. 1805.
- La beata Josefa María de santa Inés de Beniganim, ok. 1805.
- Imagen de la Virgen de la Fuencisla en su altar, ok. 1815–1816.
- Santa con angelitos en un paisaje
- Aparición del Niño Jesús a san Antonio de Padua, ok. 1816–1818.
- Jesús con la cruz a cuestas, camino del Calvario, ok. 1842–1846.
- Dos rodelas de escudos coronadas, con genios y famas
- Fernando VII con el hábito de la orden del Toisón de Oro, ok. 1829–1830.
- Isabel de Mayrand y el conde de Salmony, junto a su castillo, ok. 1791–1792.
- Encuentro del rey Etelredo y Etelgiva, ok. 1791–1792.
- San Francisco y santa Clara adorando la Santa Faz de Alicante, ok. 1800–1805.
- Bazylika San Francisco el Grande w Madrycie
- Amorcillo jugando con un perro, ok. 1805–1810.
- Amorcillo cabalgando sobre un perro, ok. 1805–1810.
- San Francisco Javier bautizando indios, (kopia).
- Orla decorativa con la aparición de la Virgen a san Simón Stock y varios santos carmelitas, ok. 1816.
- Virgen de la Merced, entronizada sobre nubes, ok. 1794–1797.
- Predicación de san Juan Bautista, ok. 1832–1835.
- Pedro Cano, canónigo de la catedral de Valencia, 1843.
- Ciro el Grande ante los cadáveres de Abradato y Pantea, ok. 1826.
- El milagro, 1833.